# Longhitter
Ein Longhitter ist im Golfsport jemand, der den Ball besonders weit schlagen kann. Als erster Longhitter, der die Länge seiner Abschläge auch konsequent zum Spielprinzip erhob, gilt der britische Berufsgolfer Ted Ray.

## Abschlags-Rekorde

### Weitester Abschlag (Longest Drive)
- Nr. 1: Michael Hoke Austin, 471 m (515 yards) / 1974 bei den US Senior Open.

Sein Kommentar: "Der Ball schien der Erdanziehung zu trotzen."
- Nr. 2: Tiger Woods, 455 m (498 yards) / Mercedes Championship, Hawaii, 2002
- Nr. 3: Davis Love III, 435 m (476 yards) / Mercedes Championship, Hawaii, 2004
- Nr. 4: Jeff Sluman, 432 m (473 yards) / Bob Hope Chrysler Classic, Kalifornien, 2003

### Die schnellsten gemessenen Abschläge
- Nr. 1: Sean Fister: 241 km/h (150 mph)
- Nr. 2: Jason Zuback: 231 km/h (144 mph)

### Zum Vergleich
- Longhitter: 218 km/h (136 mph)
- Tiger Woods: 204 km/h (127 mph)
- Durchschnittlicher Wert eines Professionals: 196 km/h (122 mph)
- Durchschnittlicher Wert eines Clubgolfers: 137 km/h (85 mph)

→Hole-in-one-Rekorde siehe: Hole-in-one und Double Albatross

## Quelle
- BBC Sport